# Ridderorden in Palestina
De Palestijnse Nationale Autoriteit, een bestuursorgaan dat de Westelijke Jordaanoever en tot voor kort ook de Gazastrook bestuurde heeft ridderorden ingesteld.
- De Orde van de Ster van Eer
- De Orde van Militaire Heldendom
- De Heilige Orde van Jeruzalem
- De Orde van Verdienste